# Амбарник
Амбарник, амбарный или анбарный — персонаж славянской мифологии, хранитель амбаров и иных построек для зернопродуктов; представлял собой некую специализацию домового или домашнего духа.
По народным поверьям в круг обязанностей амбарника входило поддержание в амбаре чистоты и забота о сохранности зерна в нём. Однако, эти функции им выполнялись только при условии проявления уважения со стороны человека — владельца амбара, который сам должен был не отлынивать от работы. Если же человек не проявлял должного почтения к амбарнику, то тот начинал создавать хозяевам мелкие проблемы: ломать хранящуюся в амбаре утварь, рассыпать муку, портить и раскидывать зерно. Во многих местах молва приписывала амбарнику очень недобрые качества, делая его подобным злобному баннику. Кое-где люди верили, что амбарник мог нанести серьёзный вред человеку, зашедшему в амбар в неурочное время, и даже умертвить его.
Имеющийся объём сведений о нём скуп, противоречив, отрывочен и расплывчат, по-видимому, из-за его схожести с классическими представлениями об аналогичных существах, несущих ответственность за хозяйство в целом (домовом или дворовом). Тем не менее, сохранились сведения, что при выполнении некоторых ритуальных действий (например — гаданий) амбарник мог выступать в качестве посредника между гадающим человеком и сверхъестественными сущностями.